# Hôtel de ville de Nancy
El hôtel de ville de Nancy o palais de Stanislas  es un edificio construido en el siglo XVIII en la  Plaza Stanislas que alberga el ayuntamiento de Nancy. Forma parte de un cuadrilátero formado por la plaza Stanislas, la calle Pierre-Fourier, la calle des Dominicains y la calle Préfet-Claude-Érignac .

## Historia
Fue construido entre 1752 y 1755, sobre los hoteles de Gerbéviller y Juvrécourt que fueron demolidos, al que le siguió el hôtel de Rouerke, un hôtel particulier vecina, derribado en 1890 para permitir su expansión.

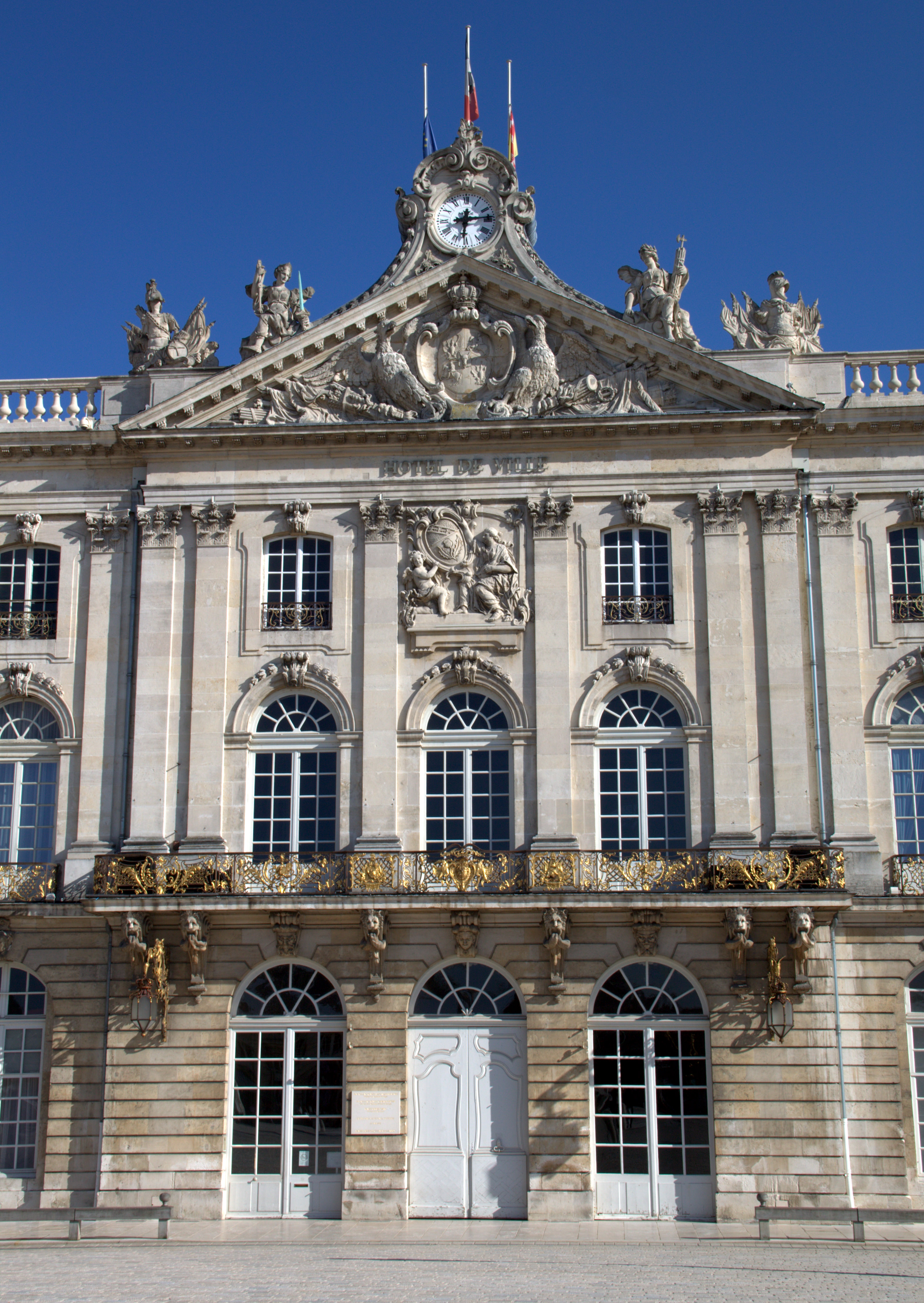
Fachada del ayuntamiento.

## Descripción
Es el edificio más grande de la Place Stanislas. Con una longitud de 98 metros, ocupa todo el lado sur de la plaza. También llamado Palacio de Stanislas, ha servido como ayuntamiento desde su construcción.

## Exterior
Tres cuerpos de vanguardia, en el centro y en cada extremo, rompen la monotonía. El frontón está decorado con las armas de Stanislas y el escudo de armas de la ciudad de Nancy El reloj central está flanqueado por dos estatuas alegorías de la justicia y la prudencia. Más abajo, un bajorrelieve muestra a una joven sosteniendo un cardo, símbolo de la ciudad desde la victoria sobre Carlos el Temerario. Las barandillas de los balcones reproducen el escudo de armas de la familia Leszczynski, son obra de Jean Lamour.

## Interior
El interior ha sido reformado a lo largo de los años y sólo quedan el vestíbulo, la escalera y el salón cuadrado del edificio original.

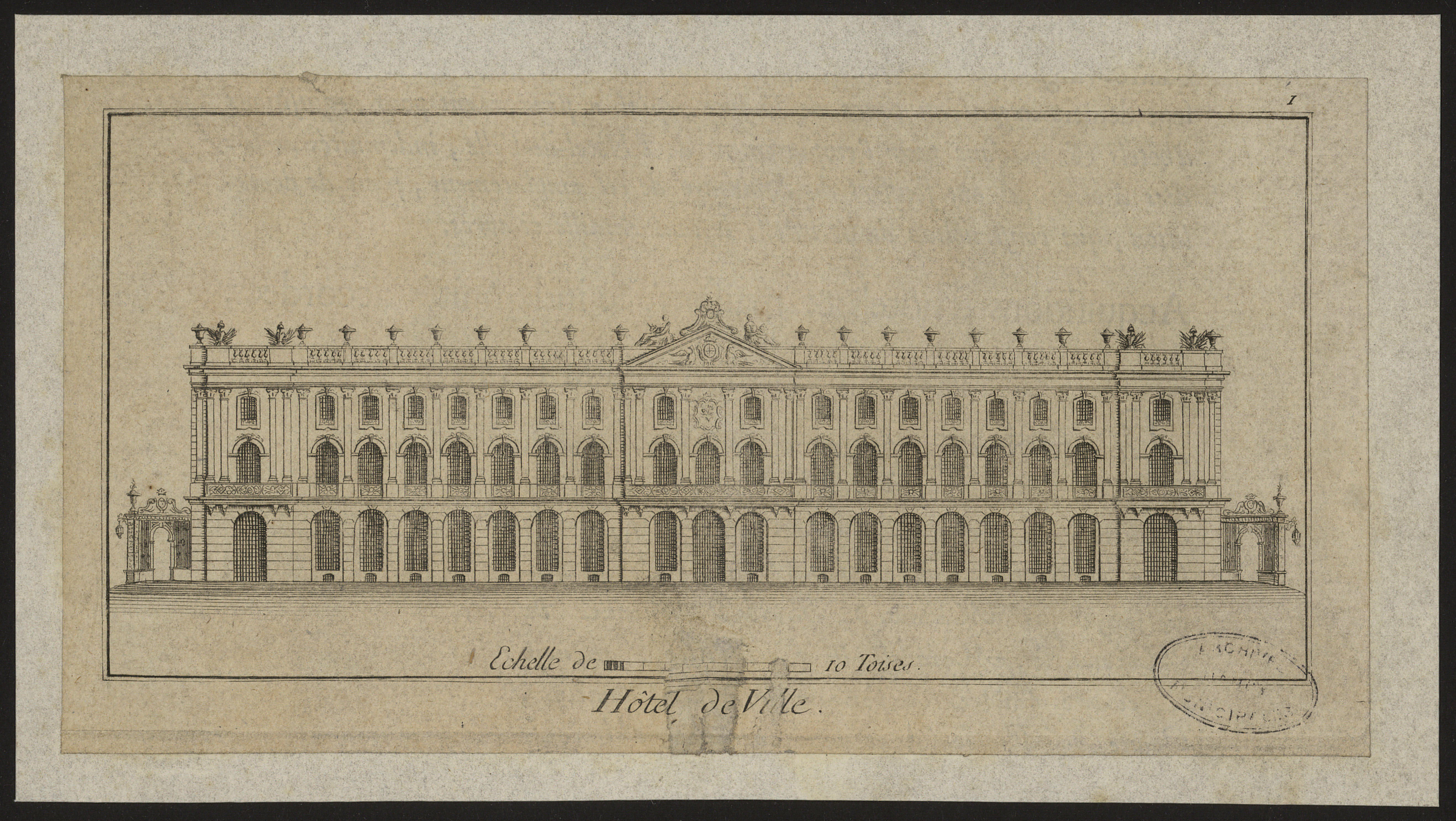
Proyecto de fachada elaborado por Emmanuel Héré. Archivos municipales de Nancy, 3 Fi 48.

La entrada es a través de un vestíbulo con dos filas de columnas. Alberga una escalera de dos curvas realizada por Lamour, la jaula y el techo fueron pintados por Jean Girardet. La decoración está inspirada en pintores italianos y alemanes, representa una arquitectura de arboleda y trampantojo que parece la continuidad natural de la escalera. La pared trasera fue perforada en el siglo XIX. cuando se instaló un museo en el edificio, desde entonces el fresco ha sido restaurado a su estado original. En la planta baja también había oficinas y la Salle des Redoutes donde se celebraban bailes.
En el primer piso, la escalera conduce al salón cuadrado, que una vez albergó la Academia de Stanislas. Está vestido con paneles enmarcados por pilastras de estuco de estilo corintio. Los paneles están rematados por ventanas que dan a un balcón y frescos. Cuatro murales de Girardet evocan la obra de Estanislao: Apolo por la creación de la sociedad de ciencia y literatura, Júpiter por la justicia, Esculapio por la Facultad de Medicina y Mercurio por el apoyo a los comerciantes. En el techo, Estanislao fue representado conduciendo el carro de Apolo.

Médaillons du Grand salon
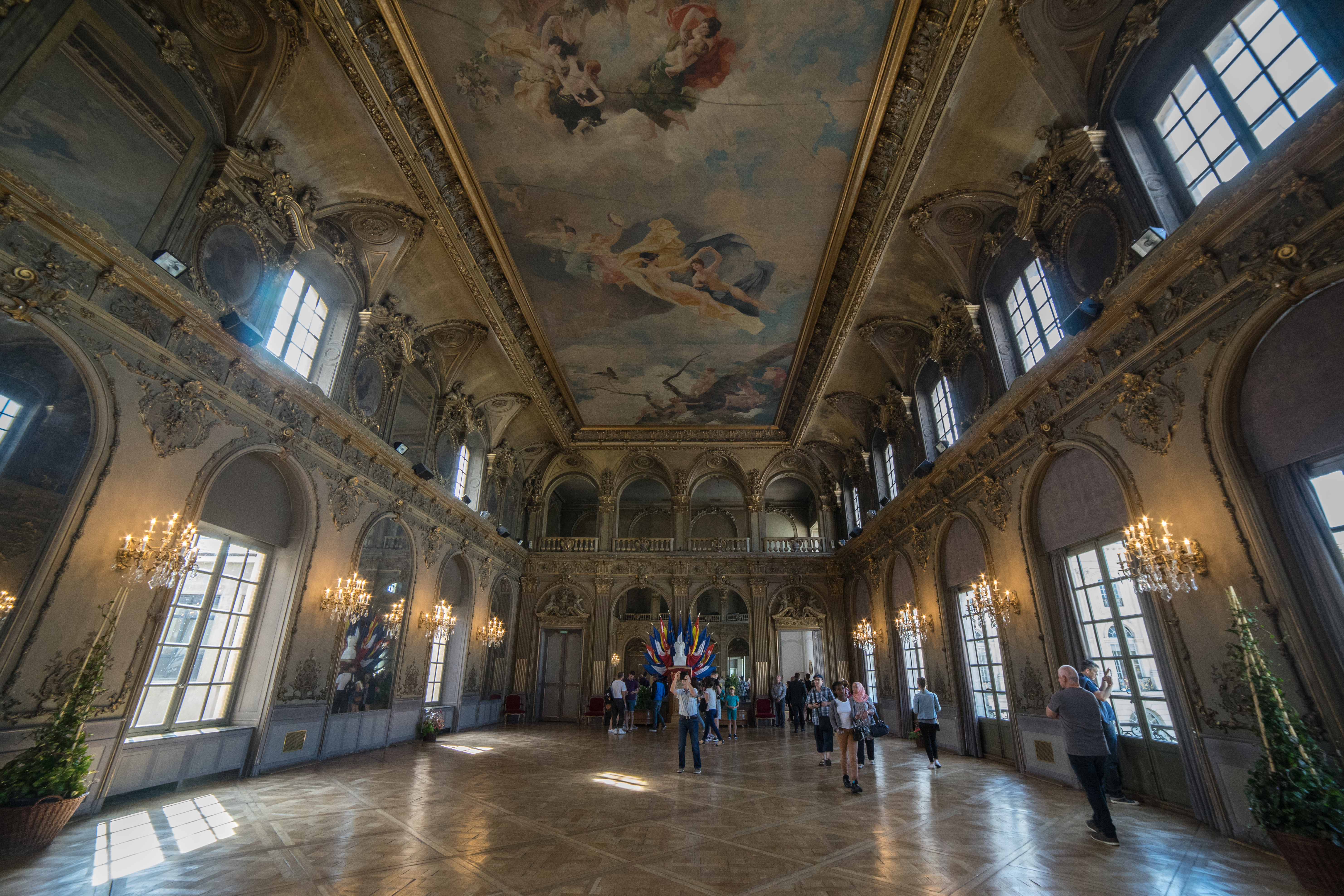
Le grand salon
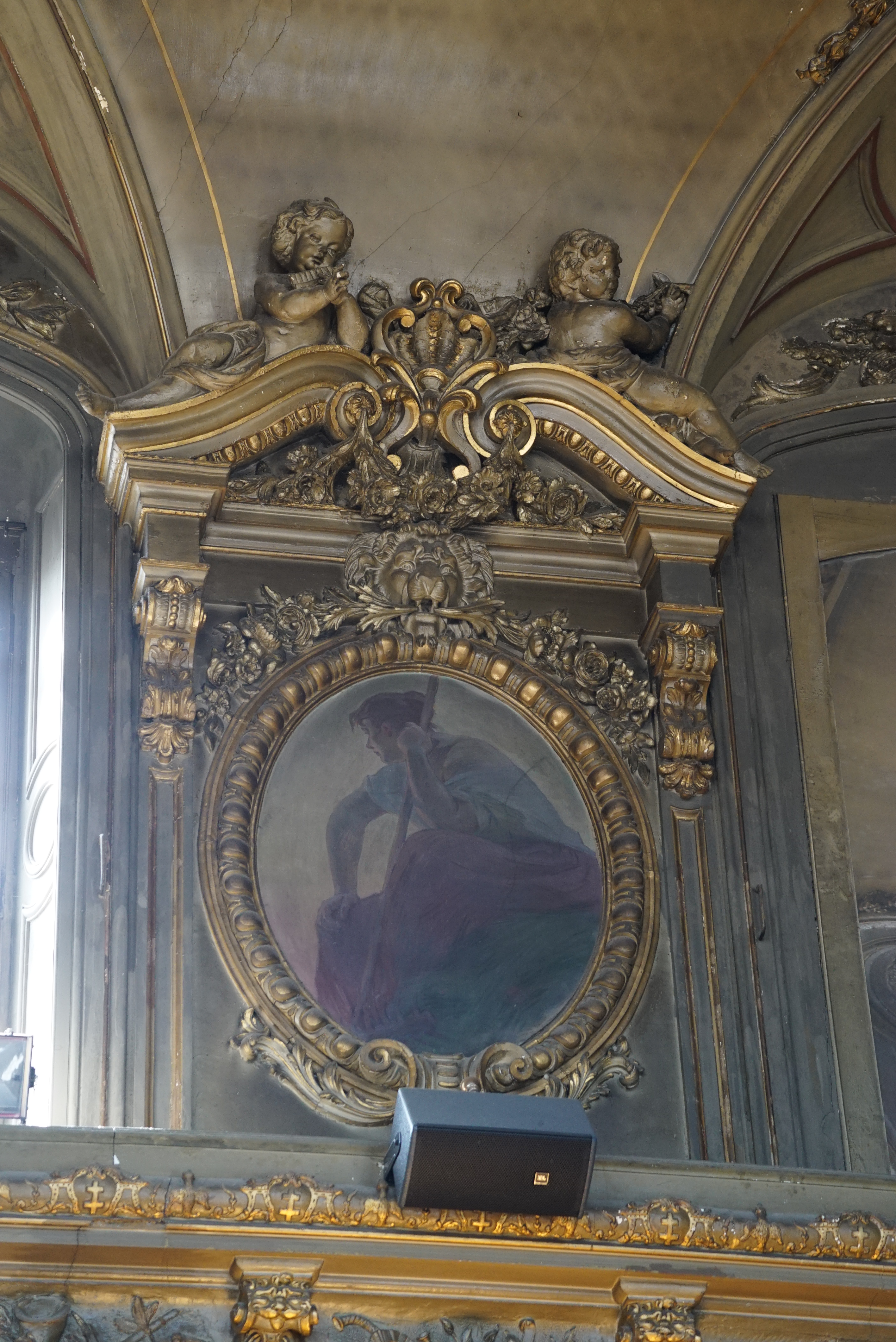
un médaillon.
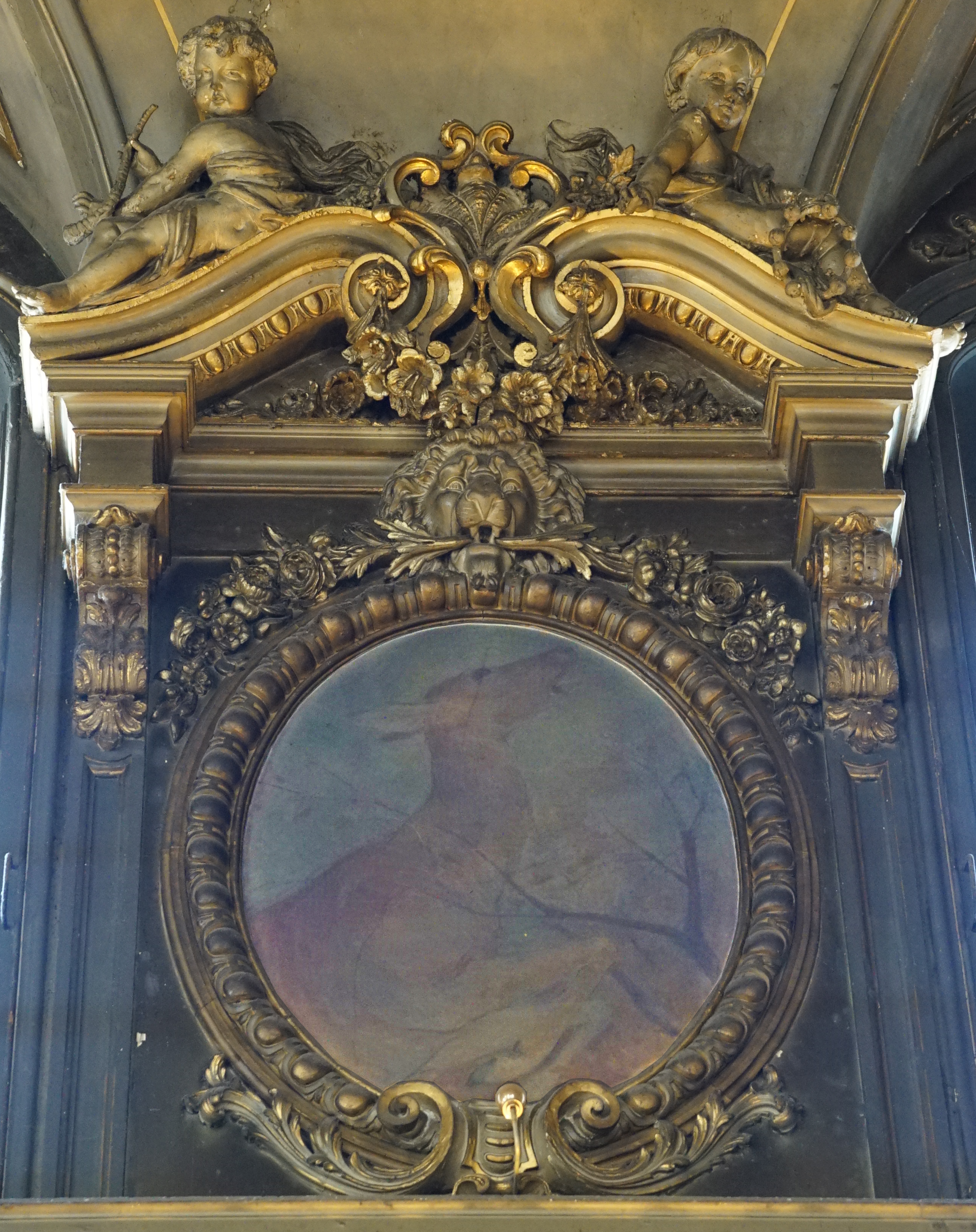
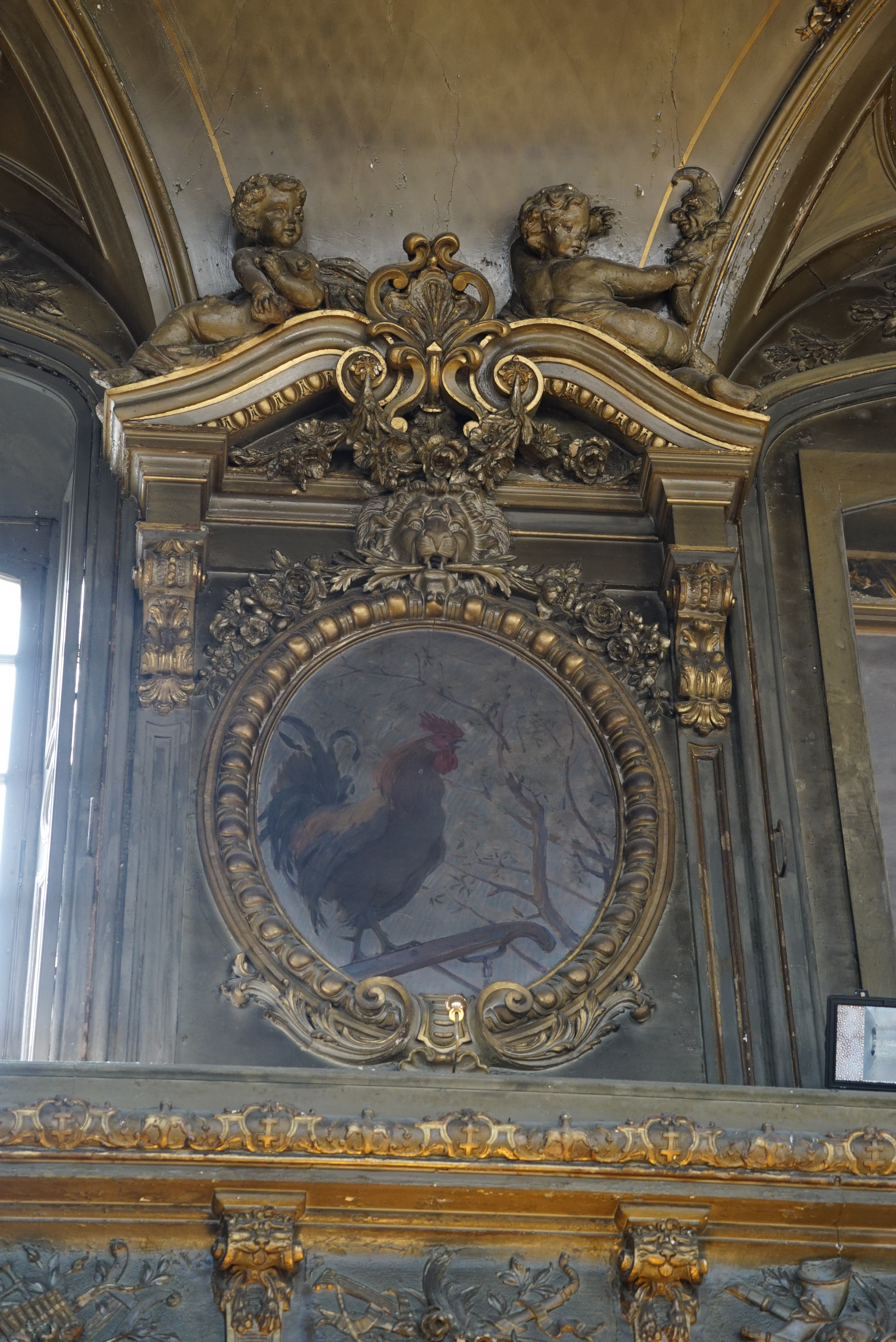
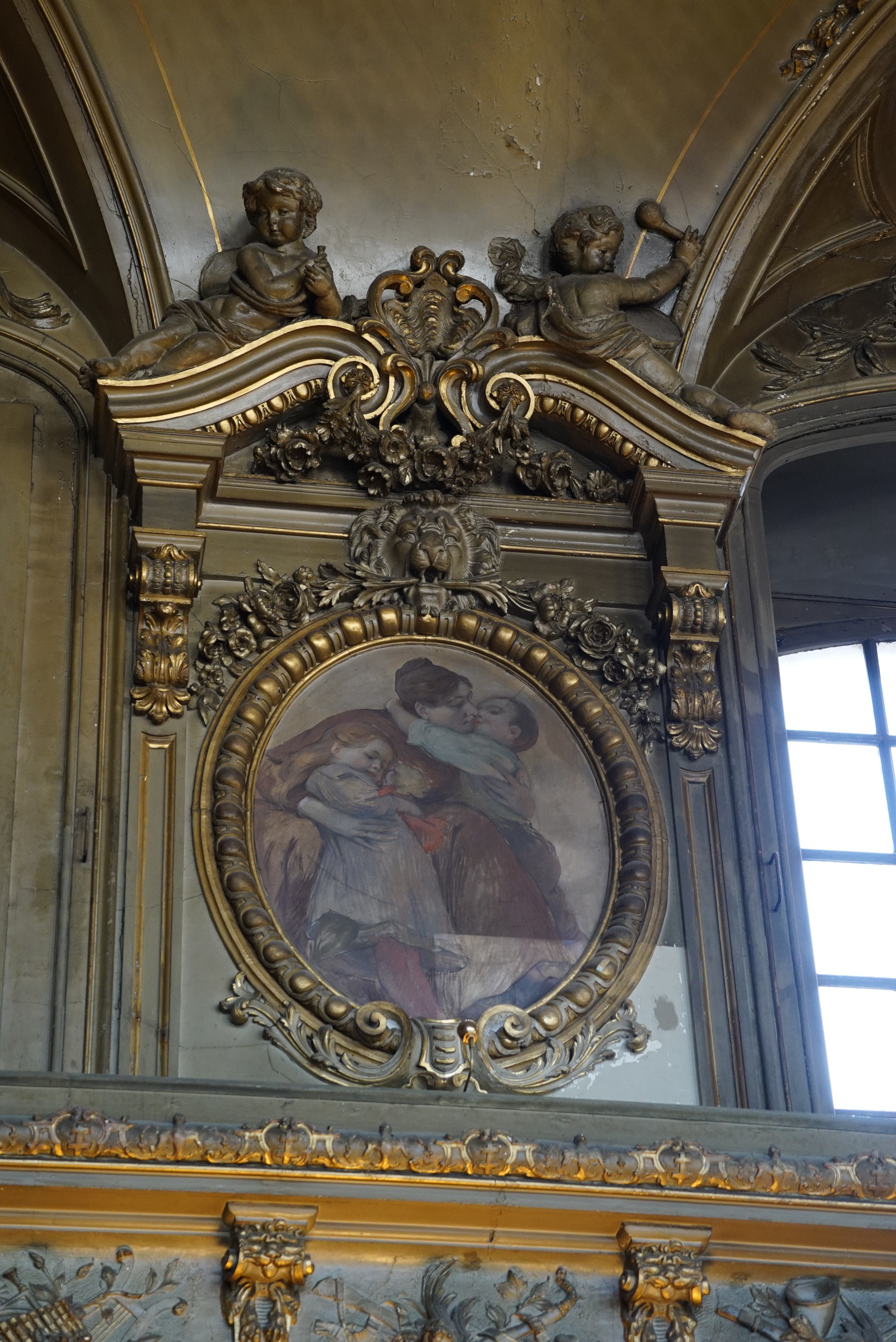

El salón cuadrado una vez sirvió como antesala de los apartamentos reales. Fueron transformados en Gran Salón en 1866 con motivo del centenario de la anexión de Lorena a Francia. Está decorado con pinturas de Émile Friant, Aimé Morot y Victor Prouvé.
Fuye sido clasificado como  monumento histórico por orden del 12 de julio de 1886.

Médaillons du Grand salon
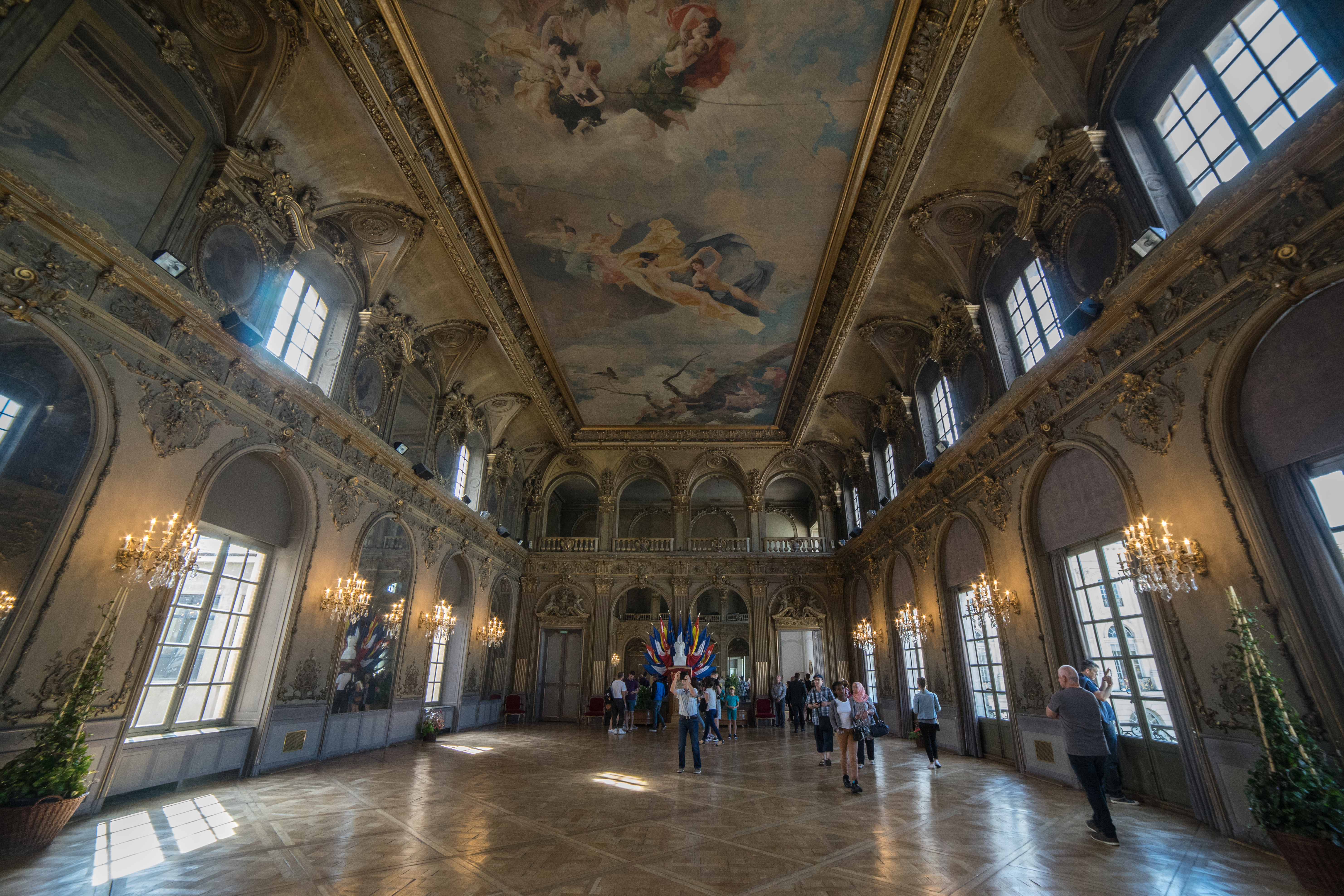
Le grand salon
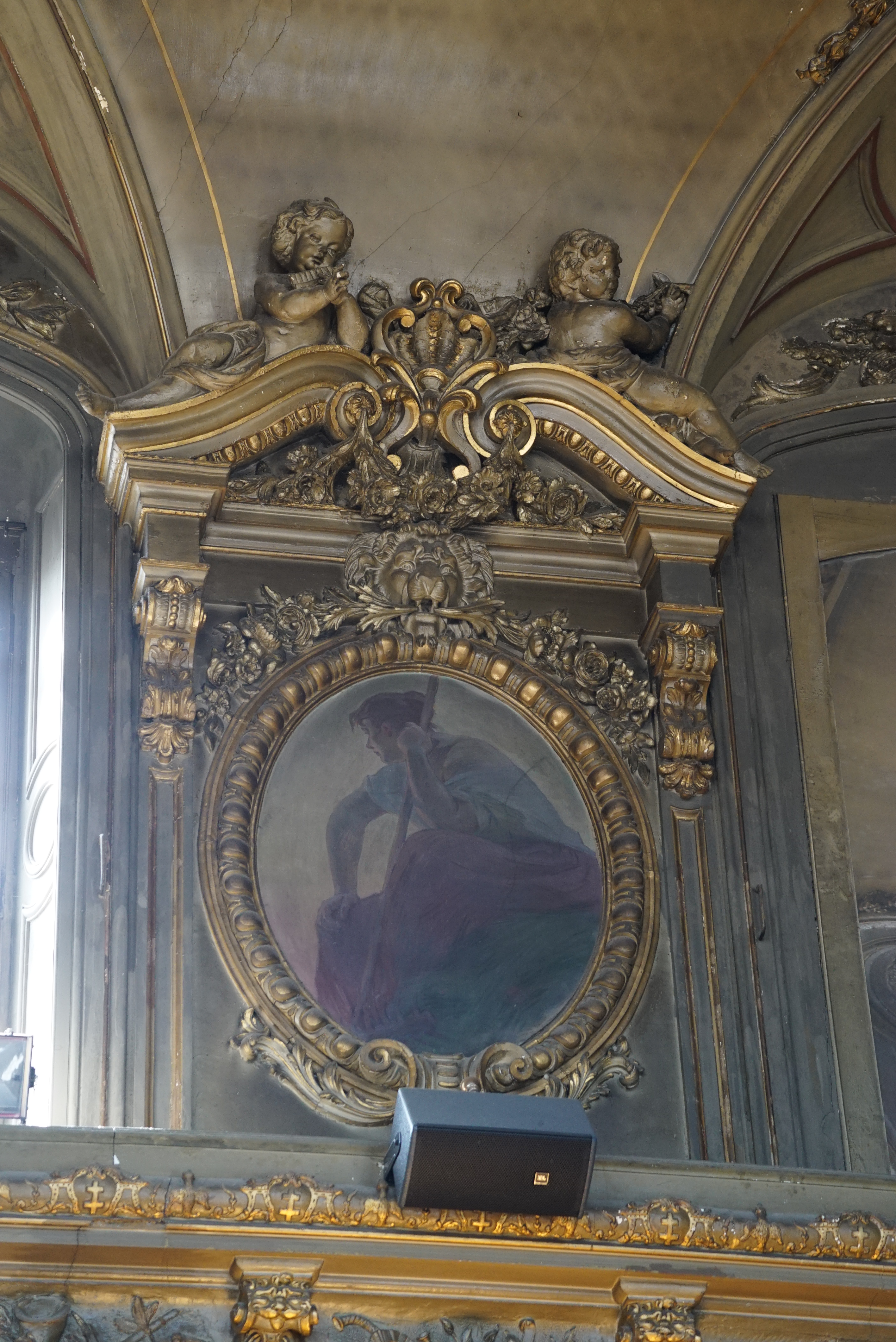
un médaillon.
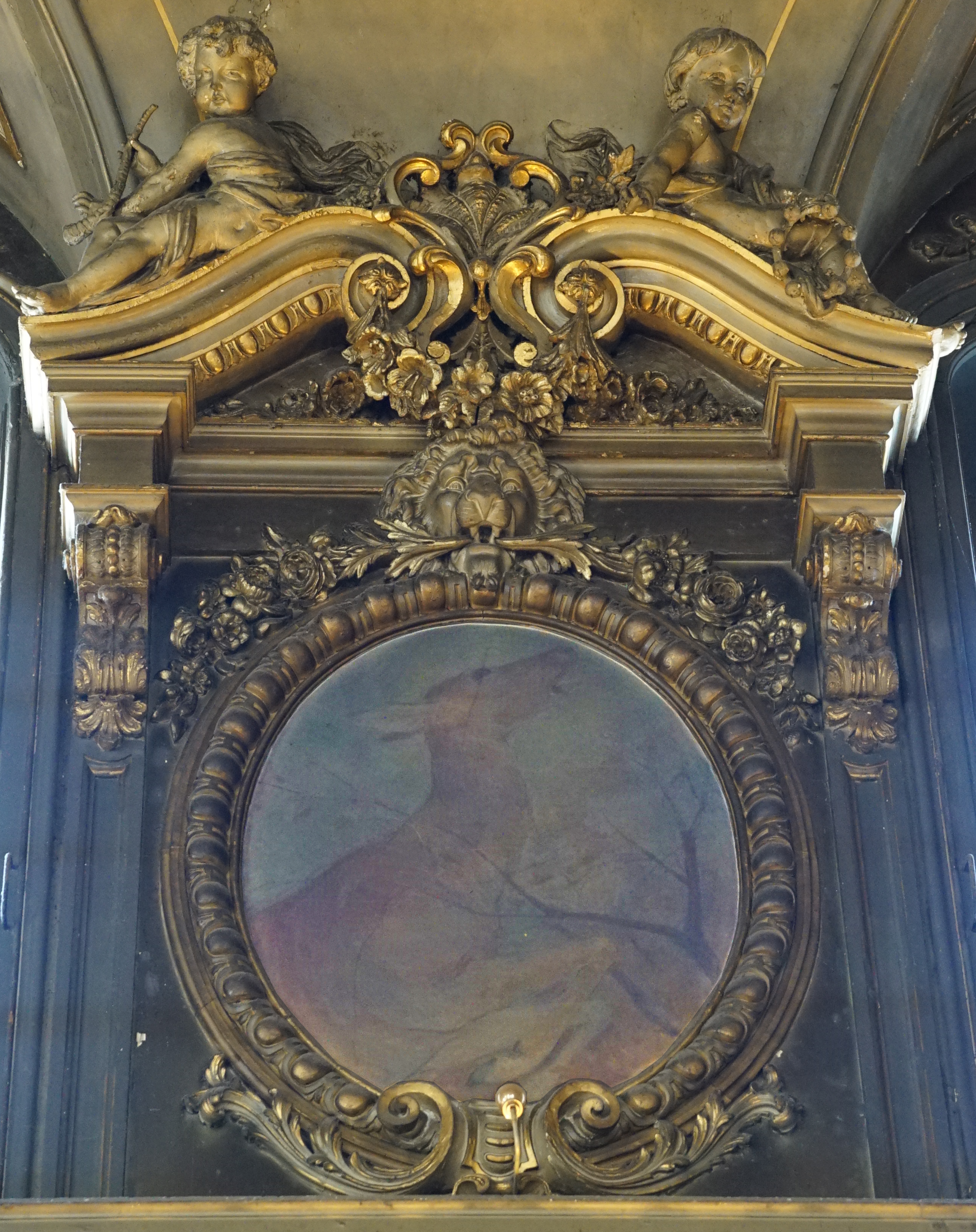
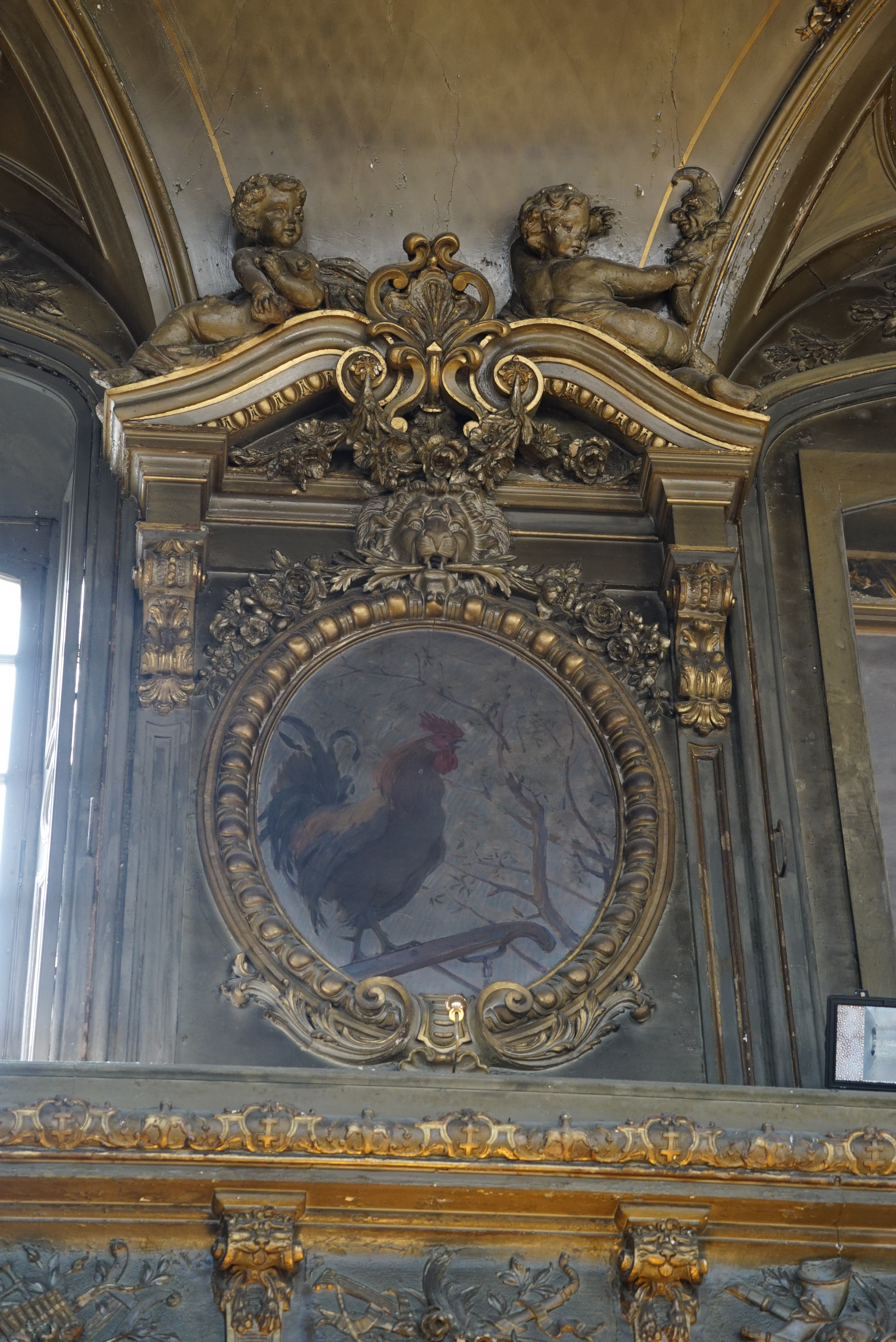
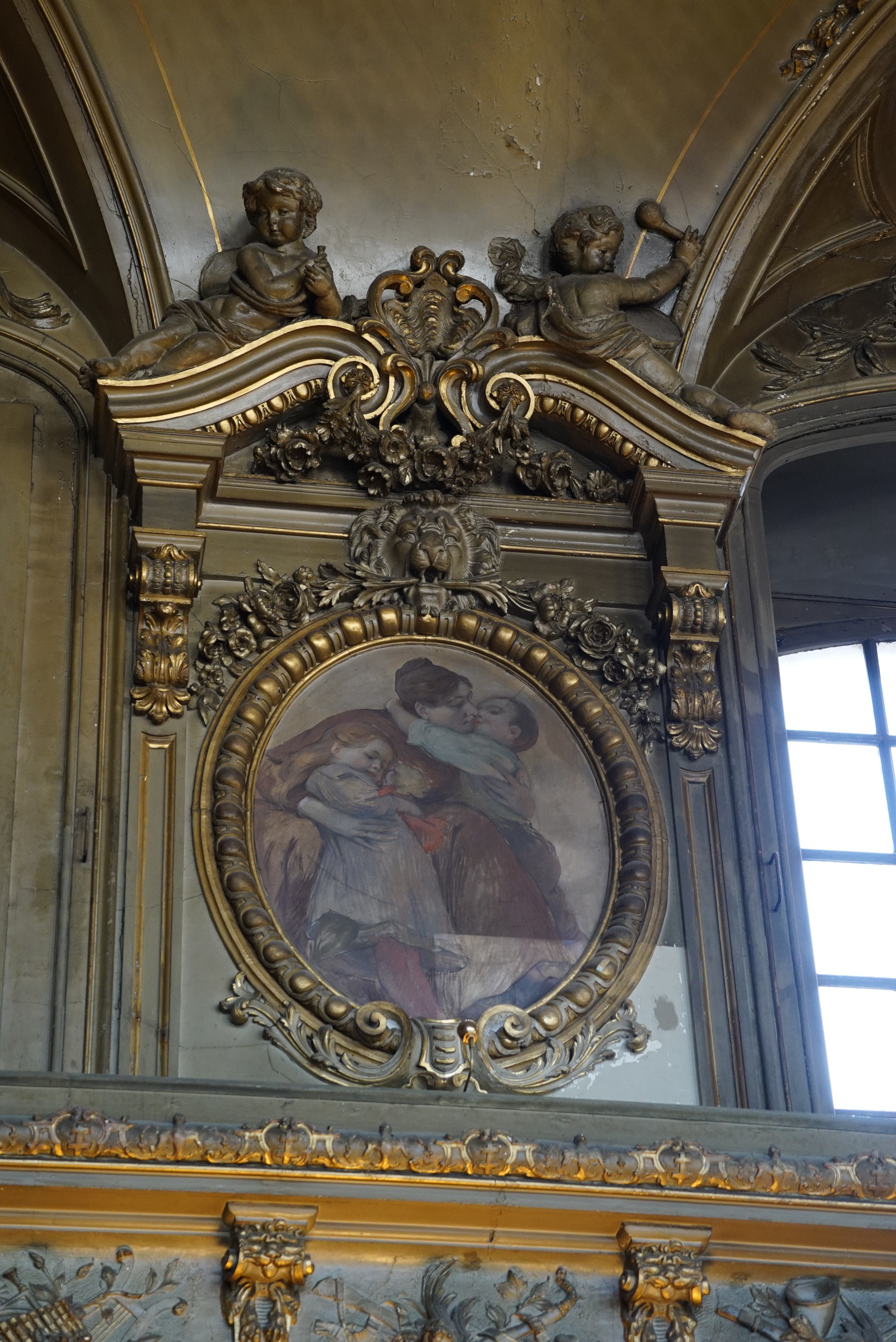